# 塩野元三
塩野 元三（しおの もとぞう、1946年11月17日 - ）は、日本の実業家。塩野義製薬創業家出身で、同社代表取締役社長や、日本製薬団体連合会副会長、大阪医薬品協会会長等を務めた。

## 人物・経歴
兵庫県出身。塩野義製薬創業家7代目で、1969年に甲南大学経営学部卒業後、塩野義製薬入社。1984年取締役営業計画部長に昇格。1987年常務取締役経理部長。1996年代表取締役専務動植工薬品事業部長。1999年から代表取締役社長を務め、医療用医薬品事業への集中などを進めた。2008年代表取締役会長。日本製薬団体連合会副会長、大阪医薬品協会会長等も務めた。2019年、旭日中綬章受章。